# Месник (бронепоїзд)
Бронепоїзд № 16 «Месник» («Mściciel») — бронепоїзд Війська Польського.

## Опис
Призваний на службу до Варшави в січні 1919 року. Командування «Мстивим» прийняв лейтенант Домінік Замєнський. Спочатку екіпаж складався зі студентів-добровольців і кількох артилеристів з Рембертува під командою лейтенанта Піотровського та 8 стрільців і новобранців 21-го піхотного полку.
До складу 1-ї армії 15 серпня входила 9 офіцерів, 88 рядових, 3 польові гармати, 2 37-мм гармати та 10 важких кулеметів. До складу поїзда входили переобладнані залізничні вагони. Лише локомотив був броньований, а штурмові вагони були накриті товстим листом заліза. Поїзд не мав поворотних башт.
4 лютого 1919 року брав участь у боях з Українською галицькою армією, в результаті яких польське військо здобуло Ковель. 7 березня «Мстивий» відправили на ремонт до Варшави. Дві артилерійські вагони були додатково посилені бронею з листового заліза і встановлені на них вежі з кулеметами. 1 квітня для поїзда була видана одна броньована німецька 57-міліметрова гармата в башенці заводу «Герлах і Пульст». 23 квітня модернізований № 16 офіційно отримав нову назву — «Месник».
У середині серпня 1920 р. вона вела ефективні бої на підступах до Варшави, після чого увійшла до складу бронегрупи майора Новицького. Списаний у липні 1921 року.

## Пам'ятний знак
Круглий значок, тиснений у яскравій латуні, посріблений та оксидований. Діаметр 45 міліметрів, товщина листа близько 1 міліметра. Навколо щита відзнаки між смугами розміщено напис: Pociąg pancerny P. 16 і розділено зірками — Mściciel. На малюнку відзнаки зображено лицаря в обладунках з мечем у правій руці та щитом із зображенням орла в лівій руці, у рубаючому русі триголового дракона. Знак марки досить чистий і акуратно виготовлений, трохи опуклий. Малюнок правильний, хоча дещо ремісничий та історично некоректний (шолом має нанісник і бацинет одночасно). Кріпиться ґвинтом.

## Виноски
1. 1 2  Margasiński, 2017.
2. 1 2  Żebrowski, 1971.
3. ↑  :: Wojskowe Centrum Edukacji Obywatelskiej :: (PDF) (пол.), архів оригіналу (PDF) за 16 жовтня 2017, процитовано 25 серпня 2023
4. ↑  Sawicki та Wielechowski, 2007.